# 13 Pułk Piechoty Honwedu
13 Pułk Piechoty Honwedu (HonvIR 13, HIR.13) – pułk piechoty królewsko-węgierskiej Obrony Krajowej.  
Pułk został utworzony w 1886 roku. Okręg uzupełnień – Bratysława (niem. Pressburg, węg. Pozsony).
Kolory pułkowe: szary (niem. schiefergrau), guziki złote. Skład narodowościowy w 1914 roku 28% – Węgrzy, 51% – Słowacy, 20% – Niemcy. 
Komenda pułku oraz I, II i III batalion stacjonowały w Bratysławie.
W 1914 roku wszystkie bataliony walczyły na froncie wschodnim. Bataliony wchodziły w skład 73 Brygady Piechoty Honwedu należącej do 37 Dywizji Piechoty Honwedu, a ta z kolei do V Korpusu 1 Armii.

## Dowódcy pułku
- płk Anton Pogany (1914[3])